# Ogaden
Ogaden és una regió administrada per Etiòpia, poblada per somalis, a la part oriental de l'estat; està delimitada a grans trets amb el Wadi Shebelle al sud-oest, la frontera de Somalilàndia al nord, la línia Ferfer-Werder-Doomo al sud-est, i la línia Degeh Bur-Degeh Medo al nord-oest. La població pertany en majoria al clan Ogadeni, del gran grup Darod.

## Història
El 1887 el rei de Shoa Menelik (després negus) va conquerir l'emirat d'Harar, i va ordenar la conquesta d'Ogaden que es va desenvolupar entre 1887 i 1890. Els britànics i italians també s'estaven posicionant a la regió però el domini de l'Ogaden li fou reconegut a Abissínia després del tractat amb la Gran Bretanya de 1897 (que atribuïa a Abissínia una part de les pastures de l'Haud), i finalment pel tractat amb Itàlia de 1908, encara que les fronteres mai foren delimitades de manera precisa. El conflicte entre els britànics i els somalis dirigits pel Mad Mullà (1900-1920) va tenir com a teatre en part l'Ogaden. Sempre hi va haver tensió fronterera i l'incident fronterer de Wal-Wal el desembre de 1934 va servir de pretext als italians per envair Abissínia ((1935-1936) i formar l'Àfrica Oriental Italiana, però durant la II Guerra Mundial va caure en mans dels britànics (1941) que van administrar la regió fins al 1948 quan la van retornar a Etiòpia.
El 1954 els britànics van entregar també a Etiòpia la regió d'Haud (a l'est d'Harar). Els territoris de l'Ogaden foren part de la província d'Harargé (Harar), situació que va durar fins al 1991 (quan es va crear la Regió Somali com un dels estats ètnics d'Etiòpia). A partir de llavors es van produir alguns incidents a la zona que van augmentar després de la independència de Somàlia l'1 de juliol de 1960; fou un afer policíac i no va caler mai intervenció militar fins al 1964 quan es va produir la primera guerra etíop-somali. El 1963 es va formar el Front d'Alliberament de l'Ogaden que va restar actiu fins al gener del 1976 quan el Front d'Alliberament de l'Ogaden i la milícia del capità Yusuf es van unir en el Front d'Alliberament de Somàlia Occidental amb l'objectiu d'incorporar Ogaden a Somàlia; una altra organització, el Front d'Alliberament Somali Abo, hi va mantenir contactes i li va donar suport tot i que tampoc veia malament la creació d'un estat independent a l'Ogaden; l'àrea d'operacions del primer era l'Ogaden propi mentre el segon operava a les províncies de Bale, Sidamo, i Arsi.
El juliol del 1977 l'Exèrcit Nacional de Somàlia va entrar a Etiòpia i va ocupar Ogaden (Somàlia Occidental, en somali Soomaali Galbeed, també Ogadènia) en poc temps (vegeu Segona guerra etíop-somali). Finalment el març del 1978 va haver de tornar, derrotat per les forces etíops, plenes de milicians comunistes, assessors soviètics i soldats cubans. El Front va continuar atacs de baixa intensitat entre 1978 i 1982. Després de la tercera guerra etíop-somali (1982), com que la direcció del front no era totalment fidel als dictats del règim somali, l'ajut econòmic al front es va suspendre totalment, encara que va poder seguint operant des de territori somali; alguns dirigents del Front foren apartats del poder el 1982 (el conegut com el grup dels sis) i van fundar el 15 d'agost de 1984 el Front Nacional d'Alliberament de l'Ogaden (partidari de la independència d'Ogadènia) que va tenir seu a Kuwait. La tensió fronterera amb Etiòpia va durar fins al 1988, quan el règim de Siad Barre es va veure obligat a prohibir les activitats del Front des de territori somali, a canvi que Etiòpia fes el mateix amb el Moviment Nacional Somali, opositor a Barre. Mentre les forces del Front d'Alliberament de Somàlia Occidental de fet es van dispersar, el Moviment Nacional Somali va sortir d'Etiòpia per anar a l'interior de Somàlia, on va ocupar Burao i part d'Hargeisa (maig) i van haver de ser bombardejats per l'aviació per ser expulsats cap a les zones rurals. En aquest mateix any el Front Nacional d'Alliberament del Ogaden va enviar grups a l'interior de l'Ogaden per reprendre la lluita, que encara continua.

## Geografia
La regió d'Ogaden es troba a l'altiplà de Somali, al sud-est d'Etiòpia. Originàriament era un terme que s'organitzava en clans, ara l'Ogaden es distribueix per a tota la regió per sota d'uns 1.500 m s.n.m., una àrea d'uns 300.000 km² que abasta la major part de l'estat regional de Somali i inclou la part sud-oest d'Oròmia.

### Clima
El clima és càlid, d'àrid a semiàrid, corresponent a les zones climàtiques etíops de bereha i kolla. Es reconeixen tres províncies fisiogràfiques bàsiques: les conques de drenatge de Genale i Shebele i el vessant oriental i les planes. Les dues conques de drenatge inclouen espectaculars canyons a aigües amunt que són testimonis dels moviments verticals que han acompanyat la successió d'esdeveniments de rifting al Rift d'Etiòpia, Afar i el golf d'Aden. En fort contrast, els vessants i planes orientals estan baixant menys de 0,4 °C de mitjana durant centenars de quilòmetres al sud-est i estan coberts per sorres vermelles. Es descriuen i s'analitzen diverses formes del relleu d'Ogaden notables, incloses les característiques volcàniques, fluvials i gravitatòries, algunes amb pocs equivalents en altres àrees de la Terra. Hi ha una varietat de formes volcàniques a tota la regió, que reflecteixen la complexa història cenozoica dels marges geogràfics d'Ogaden.